# Josef Pelikán
Josef Pelikán (?-30 novembre 1949) est un footballeur international bohémien.

## Biographie
Josef Pelikán joue en 1906 avec le SK Smichov. International bohémien, il joue un match en 1907 et inscrit un but lors de cette unique sélection contre la Hongrie à Budapest.